# Gibity
Gibity – kolonia w Polsce położona w województwie warmińsko-mazurskim, w powiecie elbląskim, w gminie Pasłęk.
Miejscowość wchodzi w skład sołectwa Bądy.
W latach 1975–1998 miejscowość administracyjnie należała do województwa elbląskiego.
Według zestawienia Państwowego Rejestru Nazw Geograficznych w miejscowości nie ma zabudowy, w miejscu wskazywanym przez ten rejestr na zdjęciu satelitarnym zadrzewienia, nie widać śladów budynków. Na północ od tego miejsca są zabudowania z budynkami mieszkalnymi o adresach Gibity. Miejscowość ta na mapie topograficznej datowanej na 1965 r. zamieszczona w geoportalu jest opisana nazwą Podosie. Nazwa ta występuje w zestawieniu PRNG jako niestandaryzowana nazwa przysiółka wsi Bądy.